# Llista d'asteroides/80301–80400
| Nom     | Designació provisional | Data de descobriment | Lloc de descobriment | Descobridor/s        |
| ------- | ---------------------- | -------------------- | -------------------- | -------------------- |
| 80301 - | 1999 XZ63              | 7 de desembre, 1999  | Socorro              | LINEAR               |
| 80302 - | 1999 XC64              | 7 de desembre, 1999  | Socorro              | LINEAR               |
| 80303 - | 1999 XG65              | 7 de desembre, 1999  | Socorro              | LINEAR               |
| 80304 - | 1999 XT70              | 7 de desembre, 1999  | Socorro              | LINEAR               |
| 80305 - | 1999 XX70              | 7 de desembre, 1999  | Socorro              | LINEAR               |
| 80306 - | 1999 XJ71              | 7 de desembre, 1999  | Socorro              | LINEAR               |
| 80307 - | 1999 XU71              | 7 de desembre, 1999  | Socorro              | LINEAR               |
| 80308 - | 1999 XX71              | 7 de desembre, 1999  | Socorro              | LINEAR               |
| 80309 - | 1999 XA74              | 7 de desembre, 1999  | Socorro              | LINEAR               |
| 80310 - | 1999 XH74              | 7 de desembre, 1999  | Socorro              | LINEAR               |
| 80311 - | 1999 XO75              | 7 de desembre, 1999  | Socorro              | LINEAR               |
| 80312 - | 1999 XO76              | 7 de desembre, 1999  | Socorro              | LINEAR               |
| 80313 - | 1999 XW76              | 7 de desembre, 1999  | Socorro              | LINEAR               |
| 80314 - | 1999 XE77              | 7 de desembre, 1999  | Socorro              | LINEAR               |
| 80315 - | 1999 XF77              | 7 de desembre, 1999  | Socorro              | LINEAR               |
| 80316 - | 1999 XC80              | 7 de desembre, 1999  | Socorro              | LINEAR               |
| 80317 - | 1999 XG80              | 7 de desembre, 1999  | Socorro              | LINEAR               |
| 80318 - | 1999 XH80              | 7 de desembre, 1999  | Socorro              | LINEAR               |
| 80319 - | 1999 XE81              | 7 de desembre, 1999  | Socorro              | LINEAR               |
| 80320 - | 1999 XR83              | 7 de desembre, 1999  | Socorro              | LINEAR               |
| 80321 - | 1999 XJ85              | 7 de desembre, 1999  | Socorro              | LINEAR               |
| 80322 - | 1999 XJ87              | 7 de desembre, 1999  | Socorro              | LINEAR               |
| 80323 - | 1999 XV88              | 7 de desembre, 1999  | Socorro              | LINEAR               |
| 80324 - | 1999 XC89              | 7 de desembre, 1999  | Socorro              | LINEAR               |
| 80325 - | 1999 XT89              | 7 de desembre, 1999  | Socorro              | LINEAR               |
| 80326 - | 1999 XW89              | 7 de desembre, 1999  | Socorro              | LINEAR               |
| 80327 - | 1999 XY89              | 7 de desembre, 1999  | Socorro              | LINEAR               |
| 80328 - | 1999 XK90              | 7 de desembre, 1999  | Socorro              | LINEAR               |
| 80329 - | 1999 XH91              | 7 de desembre, 1999  | Socorro              | LINEAR               |
| 80330 - | 1999 XD92              | 7 de desembre, 1999  | Socorro              | LINEAR               |
| 80331 - | 1999 XM92              | 7 de desembre, 1999  | Socorro              | LINEAR               |
| 80332 - | 1999 XL93              | 7 de desembre, 1999  | Socorro              | LINEAR               |
| 80333 - | 1999 XL94              | 7 de desembre, 1999  | Socorro              | LINEAR               |
| 80334 - | 1999 XR94              | 7 de desembre, 1999  | Socorro              | LINEAR               |
| 80335 - | 1999 XG95              | 7 de desembre, 1999  | Oizumi               | T. Kobayashi         |
| 80336 - | 1999 XY97              | 7 de desembre, 1999  | Socorro              | LINEAR               |
| 80337 - | 1999 XE101             | 7 de desembre, 1999  | Socorro              | LINEAR               |
| 80338 - | 1999 XX102             | 7 de desembre, 1999  | Socorro              | LINEAR               |
| 80339 - | 1999 XB104             | 7 de desembre, 1999  | Nachi-Katsuura       | Y. Shimizu, T. Urata |
| 80340 - | 1999 XR108             | 4 de desembre, 1999  | Catalina             | CSS                  |
| 80341 - | 1999 XQ109             | 4 de desembre, 1999  | Catalina             | CSS                  |
| 80342 - | 1999 XL110             | 4 de desembre, 1999  | Catalina             | CSS                  |
| 80343 - | 1999 XJ111             | 7 de desembre, 1999  | Catalina             | CSS                  |
| 80344 - | 1999 XM112             | 10 de desembre, 1999 | Socorro              | LINEAR               |
| 80345 - | 1999 XQ114             | 11 de desembre, 1999 | Socorro              | LINEAR               |
| 80346 - | 1999 XT114             | 11 de desembre, 1999 | Socorro              | LINEAR               |
| 80347 - | 1999 XJ115             | 4 de desembre, 1999  | Catalina             | CSS                  |
| 80348 - | 1999 XO115             | 4 de desembre, 1999  | Catalina             | CSS                  |
| 80349 - | 1999 XW116             | 5 de desembre, 1999  | Catalina             | CSS                  |
| 80350 - | 1999 XE117             | 5 de desembre, 1999  | Catalina             | CSS                  |
| 80351 - | 1999 XM119             | 5 de desembre, 1999  | Catalina             | CSS                  |
| 80352 - | 1999 XX119             | 5 de desembre, 1999  | Catalina             | CSS                  |
| 80353 - | 1999 XM120             | 5 de desembre, 1999  | Catalina             | CSS                  |
| 80354 - | 1999 XJ121             | 5 de desembre, 1999  | Catalina             | CSS                  |
| 80355 - | 1999 XL123             | 7 de desembre, 1999  | Catalina             | CSS                  |
| 80356 - | 1999 XM124             | 7 de desembre, 1999  | Catalina             | CSS                  |
| 80357 - | 1999 XF125             | 7 de desembre, 1999  | Catalina             | CSS                  |
| 80358 - | 1999 XA126             | 7 de desembre, 1999  | Catalina             | CSS                  |
| 80359 - | 1999 XO126             | 7 de desembre, 1999  | Catalina             | CSS                  |
| 80360 - | 1999 XM130             | 12 de desembre, 1999 | Socorro              | LINEAR               |
| 80361 - | 1999 XZ130             | 12 de desembre, 1999 | Socorro              | LINEAR               |
| 80362 - | 1999 XD134             | 12 de desembre, 1999 | Socorro              | LINEAR               |
| 80363 - | 1999 XE134             | 12 de desembre, 1999 | Socorro              | LINEAR               |
| 80364 - | 1999 XS135             | 8 de desembre, 1999  | Socorro              | LINEAR               |
| 80365 - | 1999 XF139             | 6 de desembre, 1999  | Kitt Peak            | Spacewatch           |
| 80366 - | 1999 XA142             | 12 de desembre, 1999 | Socorro              | LINEAR               |
| 80367 - | 1999 XX145             | 7 de desembre, 1999  | Kitt Peak            | Spacewatch           |
| 80368 - | 1999 XV151             | 7 de desembre, 1999  | Kitt Peak            | Spacewatch           |
| 80369 - | 1999 XW151             | 7 de desembre, 1999  | Kitt Peak            | Spacewatch           |
| 80370 - | 1999 XG154             | 8 de desembre, 1999  | Socorro              | LINEAR               |
| 80371 - | 1999 XM154             | 8 de desembre, 1999  | Socorro              | LINEAR               |
| 80372 - | 1999 XT154             | 8 de desembre, 1999  | Socorro              | LINEAR               |
| 80373 - | 1999 XF155             | 8 de desembre, 1999  | Socorro              | LINEAR               |
| 80374 - | 1999 XN155             | 8 de desembre, 1999  | Socorro              | LINEAR               |
| 80375 - | 1999 XN157             | 8 de desembre, 1999  | Socorro              | LINEAR               |
| 80376 - | 1999 XQ157             | 8 de desembre, 1999  | Socorro              | LINEAR               |
| 80377 - | 1999 XM158             | 8 de desembre, 1999  | Socorro              | LINEAR               |
| 80378 - | 1999 XE159             | 8 de desembre, 1999  | Socorro              | LINEAR               |
| 80379 - | 1999 XV159             | 8 de desembre, 1999  | Socorro              | LINEAR               |
| 80380 - | 1999 XZ159             | 8 de desembre, 1999  | Socorro              | LINEAR               |
| 80381 - | 1999 XD160             | 8 de desembre, 1999  | Socorro              | LINEAR               |
| 80382 - | 1999 XG160             | 8 de desembre, 1999  | Socorro              | LINEAR               |
| 80383 - | 1999 XP160             | 8 de desembre, 1999  | Socorro              | LINEAR               |
| 80384 - | 1999 XG163             | 8 de desembre, 1999  | Kitt Peak            | Spacewatch           |
| 80385 - | 1999 XC164             | 8 de desembre, 1999  | Socorro              | LINEAR               |
| 80386 - | 1999 XR164             | 8 de desembre, 1999  | Socorro              | LINEAR               |
| 80387 - | 1999 XG168             | 10 de desembre, 1999 | Socorro              | LINEAR               |
| 80388 - | 1999 XO168             | 10 de desembre, 1999 | Socorro              | LINEAR               |
| 80389 - | 1999 XC170             | 10 de desembre, 1999 | Socorro              | LINEAR               |
| 80390 - | 1999 XJ171             | 10 de desembre, 1999 | Socorro              | LINEAR               |
| 80391 - | 1999 XL171             | 10 de desembre, 1999 | Socorro              | LINEAR               |
| 80392 - | 1999 XC172             | 10 de desembre, 1999 | Socorro              | LINEAR               |
| 80393 - | 1999 XB173             | 10 de desembre, 1999 | Socorro              | LINEAR               |
| 80394 - | 1999 XF173             | 10 de desembre, 1999 | Socorro              | LINEAR               |
| 80395 - | 1999 XO173             | 10 de desembre, 1999 | Socorro              | LINEAR               |
| 80396 - | 1999 XW173             | 10 de desembre, 1999 | Socorro              | LINEAR               |
| 80397 - | 1999 XV174             | 10 de desembre, 1999 | Socorro              | LINEAR               |
| 80398 - | 1999 XS175             | 10 de desembre, 1999 | Socorro              | LINEAR               |
| 80399 - | 1999 XC176             | 10 de desembre, 1999 | Socorro              | LINEAR               |
| 80400 - | 1999 XU178             | 10 de desembre, 1999 | Socorro              | LINEAR               |